# Monocristall

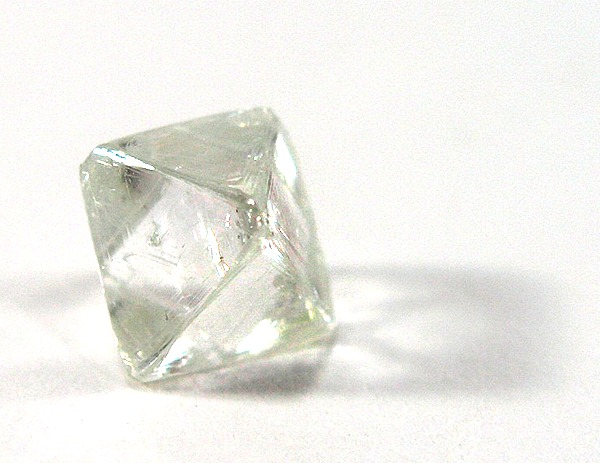
Un monocristall de diamant

Un monocristall és un sòlid cristal·lí format per un sol cristall, sense canvis d'orientació en l'estructura cristal·lina.
Hom troba habitualment els sòlids cristal·lins en forma de policristalls, això és, constituïts per un gran nombre de petits cristalls (monocristalls de dimensions menors que un mil·límetre), cadascun d'ells amb una orientació de les seves direccions cristal·logràfiques a l'atzar. Els monocristalls, per contra, són un únic sòlid on només tenen una gegantina xarxa cristal·lina amb tots els àtoms orientats de la mateixa manera. Els grans monocristalls es troben de manera natural quan el cristall s'ha format molt lentament a partir d'un sol nucli de cristal·lització i durant el seu creixement no s'ha trobat amb cap altre cristall en creixement o d'altres sòlids. Els grans monocristalls naturals, tanmateix, poden tindre irregularitats. Les pedres precioses emprades a joieria són monocristalls.
Els monocristalls també es poden produir de forma artificial en condicions molt controlades. S'empren quan es necessiten sòlids amb elevada simetria i regularitat en la seva estructura.